# Willie Gould
William Gould (sinh năm 1886) là một cầu thủ bóng đá người Anh thi đấu ở vị trí tiền vệ và tiền đạo.

## Sự nghiệp
Sinh ra ở Burton, Gould thi đấu cho Glossop, Bradford City và Manchester City.
Đối với Bradford City ông có 18 lần ra sân ở Football League.
Đối với Manchester City ông có 8 lần ra sân ở Football League.